# Tadeusz Winkowski
Tadeusz Jan Winkowski (ur. 1 stycznia 1957 w Szczecinie) – polski poligraf, wydawca i przedsiębiorca, działacz opozycji w okresie PRL.

## Życiorys
Przez osiem lat studiował filozofię na kilku uczelniach w Lublinie i Warszawie. Na początku lat 80. zaangażował się w działalność opozycyjnego Niezależnego Zrzeszenia Studentów. Po wprowadzeniu stanu wojennego zajął się pracą poligrafa w podziemnym „Tygodniku Mazowsze” (pod pseudonimem Alik). Razem z Piotrem Niemczyckim rozwijał pion wydawniczy tego pisma, organizował także odbiór przerzucanych maszyn drukarskich i zaopatrzenia w materiały.
W 1984 – wraz z Tomaszem Kuczborskim – założył Studio Q, które zajmowało się drukiem materiałów do wykorzystania w promocji polskich firm poza granicami kraju. Od 1989 do 1991 był prezesem stołecznej firmy KANT IMM w Warszawie (zakładanej z przyjaciółmi Mieczysławem Prószyńskim i Grzegorzem Lindenbergiem). W 1991 r. ze wspólnikami współtworzył wydawnictwo Prószyński i S-ka, w którym do 1998 pełnił funkcję wiceprezesa zarządu. W 1998 zajął się prowadzeniem działalności w branży drukarskiej. Założył spółkę z ograniczoną odpowiedzialności „Winkowski”, prowadzącą jedną z największych drukarni w Polsce, prowadzącej druk kilkuset tytułów prasowych i katalogowych. W 2008 znalazł się na 59. miejscu listy najbogatszych Polaków tygodnika „Wprost”.
W 2006 został uhonorowany tytułem honorowego obywatela Piły. W 2011 prezydent Bronisław Komorowski odznaczył go Krzyżem Oficerskim Orderu Odrodzenia Polski. W 1999 otrzymał Srebrny Krzyż Zasługi.